# Daptonema aegypticum
Daptonema aegypticum is een rondwormensoort uit de familie van de Xyalidae.